# Kanton Vienne-2
Der Kanton Vienne-2 ist seit 2015 ein französischer Wahlkreis im Arrondissement Vienne, im Département Isère und in der Region Auvergne-Rhône-Alpes. Hauptort ist Vienne. 

## Gemeinden
Der Kanton besteht aus 17 Gemeinden und Gemeindeteilen mit insgesamt 50.938 Einwohnern (Stand: 2022) auf einer Gesamtfläche von 206,97 km²:
| Gemeinde               | Einwohner 1. Januar 2022 | Fläche km² | Dichte Einw./km² | Code INSEE | Postleitzahl |
| ---------------------- | ------------------------ | ---------- | ---------------- | ---------- | ------------ |
| Assieu                 | 1.722                    | 12,34      | 140              | 38017      | 38150        |
| Auberives-sur-Varèze   | 1.465                    | 7,05       | 208              | 38019      | 38550        |
| Cheyssieu              | 1.051                    | 8,55       | 123              | 38101      | 38550        |
| Chonas-l’Amballan      | 1.691                    | 7,41       | 228              | 38107      | 38121        |
| Clonas-sur-Varèze      | 1.541                    | 6,83       | 226              | 38114      | 38550        |
| Estrablin              | 3.682                    | 20,69      | 178              | 38157      | 38780        |
| Eyzin-Pinet            | 2.301                    | 28,44      | 81               | 38160      | 38780        |
| Jardin                 | 2.156                    | 9,25       | 233              | 38199      | 38200        |
| Les Côtes-d’Arey       | 2.023                    | 24,31      | 83               | 38131      | 38138        |
| Les Roches-de-Condrieu | 2.031                    | 1,03       | 1.972            | 38340      | 38370        |
| Reventin-Vaugris       | 2.042                    | 18,40      | 111              | 38336      | 38121        |
| Saint-Alban-du-Rhône   | 960                      | 3,56       | 270              | 38353      | 38370        |
| Saint-Clair-du-Rhône   | 3.678                    | 7,16       | 514              | 38378      | 38370        |
| Saint-Maurice-l’Exil   | 6.722                    | 12,82      | 524              | 38425      | 38550        |
| Saint-Prim             | 1.454                    | 7,30       | 199              | 38448      | 38370        |
| Saint-Sorlin-de-Vienne | 967                      | 9,94       | 97               | 38459      | 38200        |
| Vernioz                | 1.503                    | 11,32      | 133              | 38536      | 38150        |
| Vienne                 | 13.949                   | 10,57      | 1.320            | 38544      | 38200        |
| Kanton Vienne-2        | 50.938                   | 206,97     | 246              | 3828       | –            |

1. ↑   Nur der südliche Teil der Gemeinde, der Rest gehört zum Kanton Vienne-1.